# NGC 785
NGC 785 is een elliptisch sterrenstelsel in het sterrenbeeld Driehoek. Het hemelobject werd op 25 oktober 1876 ontdekt door de Franse astronoom Édouard Jean-Marie Stephan.

## Synoniemen
- IC 1766
- PGC 7694
- UGC 1509
- MCG 5-5-46
- ZWG 503.76